# José Luis Geresta Mujika
José Luis Geresta Mujika, Oker, fou membre del Comando Donosti d'ETA. Hom creu que participà en els assassinats del regidor del Partit Popular Miguel Ángel Blanco i del polític del PSOE Fernando Múgica, per al qual hauria prestat un vehicle familiar, així com en una conspiració per a l'assassinat de la regidora del PP Elena Azpiroz.
Pel que fa a l'assassinat de Miguel Ángel Blanco, ocorregut el 12 de juliol de 1997, durant el judici (juny de 2006) contra García Gaztelu, Txapote, es va acusar Geresta Mujika de subjectar lligat de mans a l'assassinat mentre Txapote l'executava i Irantzu Gallastegi, Amaia vigilava la zona en un cotxe aparcat en les proximitats. L'assassinat es va cometre en una pista forestal propera a Lasarte.
El cadàver de Geresta Mujika va ser trobat amb un orifici de bala en la templa dreta a 2/4 de 7 del matí del 20 de març de 1999 en un ras prop del barri de Zamalbide a Errenteria (Guipúscoa), solament onze dies després de la caiguda d'uns altres dos membres del Comando Donosti. Al costat del cos es va trobar una pistola Beretta del calibre 22, que havia estat disparada. Es creu que aquesta arma va ser la usada en l'assassinat de Miguel Ángel Blanco. Aquesta mort va ser qualificada inicialment per fonts policials i judicials de suïcidi.
No obstant això, sectors pròxims a ETA van qualificar la mort de Geresta d'assassinat, especialment després de saber-se que després de la seva mort li havien estat arrencats dos queixals El cadàver de Geresta Mujica va ser manipulat, cosa que va ser interpretada com a signes de tortura per l'entorn etarra, mentre que altres fonts van sostenir que es tractava precisament de fer parer que havien existit tortures.
L'ajuntament de Zizurkil a Guipúscoa, governat per la coalició PNB-EA, va aprovar una moció amb el vot a favor d'Herri Batasuna en la qual s'afirmava que era sospitosa de ser un nou episodi de la guerra bruta utilitzada per l'Estat espanyol.
El portaveu d'Herri Batasuna, Joseba Permach, va dir també en aquell moment que la mort de José Luis Geresta formava part d'un episodi de "guerra bruta" orquestrat per les forces de seguretat de l'estat, al costat d'altres casos recents com els de Josu Zabala, Basajaun (presumptament suïcidat el 1997) i Xabier Galparsoro, Anuk (mort el 1993 en caure per la finestra de la Prefectura Superior de Policia de Bilbao).
Aquesta mort va ser un dels detonants que va adduir ETA per a posar fi a la treva que venia observant fins llavors.